# Сарафінчан Валерій Лазарович
Валерій Лазарович Сарафінчан (нар. 28 квітня 1960, Чернівці, УРСР) — радянський та український футболіст та тренер, виступав на позиції захисника.

## Кар'єра гравця
Футбольну кар'єру розпочав у 1977 році в складі чернівецької «Буковини», кольори якої захищав до 1978 року. За цей час у Другій лізі СРСР зіграв 14 матчів. потім проходив військову службу. З 1981 по 1982 рік захищав кольори аматорського клубу «Титан» (Армянськ). У 1983 році повернувся до «Буковини», в якій виступав до 1991 року. За цей час у футболці чернівецького клубу зіграв 366 матчів та відзначився 12-а голами. У 1992 році перейшов до чернівецької «Лади», кольори якої захищав до завершення сезону 1992/93 років. У 1993 році підсилив заліщицький «Дністер». Дебютував у футболці заліщицького клубу 10 листопада 1993 року в переможному (1:0) домашньому поєдинку 17-о туру Другої ліги проти одеського «Чорноморця-2». Валерій вийшов на поле в стартовому складі та відіграв увесь матч. Проте результат цього поєдинку був анульований, оскільки за «Дністер» у ньому грав дискваліфікований Іван Брикайло, тому колективу з Заліщиків була зарахована технічна поразка. У складі «Дністра» зіграв 2 матчі. Футбольну кар'єру завершив у сезоні 1997/98 років у складі аматорського колективу «Прикордонник» (Вадул-Сірет).

## Футбольна діяльність
З 2000 по 2001 рік обіймав посаду президента клубу в рідній команді, а у 2004 році працював головним тренером «Прикордонника» (Вадул-Сірет). Також працював у Федерації футболу Чернівецької області.

## Досягнення
- Друга ліга чемпіонату СРСР
  -  Чемпіон (1): 1990

- Чемпіонат УРСР
  -  Чемпіон (1): 1988
  -  Срібний призер (1): 1989

## Особисте життя
Дружина — Ілона Сарафінчан — юрист, очолювала юридичний відділ Чернівецької міської ради, представляла в судах інтереси колишнього міського голови Чернівців Миколи Федорука.
По завершенні тренерської кар'єри працював директором чернівецького телеканалу ТВА.